# Rosario Crocetta
Rosario Crocetta (ur. 8 lutego 1951 w Geli) – włoski polityk, działacz antymafijny, samorządowiec, eurodeputowany, prezydent Sycylii (2012–2017).

## Życiorys
Z wykształcenia księgowy, pracował w koncernie Eni w Geli. Publikował w pismach komunistycznych („l'Unità”, „Il Manifesto” i „Liberazione”). Od połowy lat 90. był urzędnikiem miejskim ds. kultury i następnie edukacji, zasiadał także w radzie miejskiej.
W 2002 ubiegał się o urząd burmistrza Geli, przegrywając większością 107 głosów z kandydatem Forza Italia. Wyniki te zostały zaskarżone do sądu, który dopatrzył się nieprawidłowości wyborczych, w konsekwencji Rosario Crocetta został uznany za zwycięzcę tych wyborów. Władzę w mieście objął w marcu 2002, stając się pierwszym jawnym gejem pełniącym we Włoszech funkcję burmistrza. Podjął działania mające na celu ograniczenie wpływów sycylijskiej mafii w mieście, m.in. w administracji i sporcie. Został objęty ochroną policyjną – w 2003 i 2008 według informacji policyjnych były na niego przygotowywane zamachy.
Należał do Włoskiej Partii Komunistycznej, następnie m.in. do Odrodzenia Komunistycznego, Partii Komunistów Włoskich i Federacji Zielonych. W 2008 przystąpił do Partii Demokratycznej. W wyborach w 2009 z PD uzyskał mandat posła do Parlamentu Europejskiego VII kadencji. Należał do grupy Postępowego Sojuszu Socjalistów i Demokratów oraz Komisji Wolności Obywatelskich, Sprawiedliwości i Spraw Wewnętrznych.
W 2012 wygrał wybory na urząd prezydenta Sycylii, w 2017 nie kandydował na kolejną kadencję.